# Dans les bas-fonds de Chicago
Pour plus de détails, voir Fiche technique et Distribution.
Dans les bas-fonds de Chicago (The Human Jungle) est un film américain réalisé par Joseph M. Newman, sorti en 1954, avec Gary Merrill, Jan Sterling, Paula Raymond, Emile Meyer et Chuck Connors dans les rôles principaux.

## Synopsis
A Chicago, le capitaine Danforth (Gary Merrill) s'apprête à quitter la police après dix années de service pour devenir avocat. Il mène une dernière enquête sur le meurtre d'une danseuse et, en parallèle, se voit proposer par son supérieur un dernier défi : rétablir l'ordre dans un commissariat situé dans les quartiers pauvres et malfamés de la ville
Danforth accepte et commence à imposer ses méthodes, ce qui provoque la colère de certains de ses nouveaux collègues. Il poursuit à côté sa première enquête et suspecte un petit malfrat, Earl Swados (Chuck Connors), d'être l'auteur du crime. Mais ce dernier est protégé par une autre danseuse du club, Mary Abbott (Jan Sterling) ...

## Fiche technique
- Titre français : Dans les bas-fonds de Chicago
- Titre original : The Human Jungle
- Réalisation : Joseph M. Newman
- Scénario : Daniel Fuchs et William Sackheim
- Photographie : Ellis W. Carter
- Montage : Sam Fields (en)
- Musique : Hans J. Salter
- Direction artistique : Dave Milton (en)
- Décors : Joseph Kish
- Producteur : Hayes Goetz, Marvin Mirisch et Walter Mirisch (non-crédité)
- Société de production : Allied Artists
- Pays d'origine :  États-Unis
- Langue originale : anglais
- Genre : Film policier, film noir
- Durée : 82 minutes
- Date de sortie :
  - États-Unis : 28 septembre 1954 (La Nouvelle-Orléans)
  - États-Unis : 3 octobre 1954
  - France : 23 mars 1956

## Distribution
- Gary Merrill : capitaine John Danforth
- Jan Sterling : Mary Abbott
- Regis Toomey : détective Bob Geddes
- Lamont Johnson : détective Lannigan
- Patrick Waltz : détective Strauss
- Chuck Connors : Earl Swados
- Paula Raymond : Pat Danforth
- Emile Meyer : chef Abe Rowan
- George Wallace : détective O'Neill
- Chubby Johnson : Greenie
- James Westerfield : capitaine Marty Harrison
- Florenz Ames: Leonard Ustick
- Claude Akins : George Mandy
- Booth Colman : Wallace
- Henry Kulky : Matty
- Hugh Boswell : Lynch
- Rankin Mansfield : détective Bledsoe
- Leo Cleary : Karns
- Don Keefer: détective Cleary

Et, parmi les acteurs non crédités :
- Phil Arnold (en)
- Vince Barnett
- Marjorie Bennett
- Margaret Bert (en)
- Marie Blake
- James Conaty
- Lester Dorr
- Bess Flowers
- Frank Hagney
- Al Hill (en)
- Wilbur Mack (en)
- Rory Mallinson
- Tom Moore
- John Pickard (en)
- Ford Rainey
- Shirley Jean Rickert
- Eddie Ryder
- William Tannen
- Joe Turkel
- Sandra Warner (en)
- Martha Wentworth
- Harry Wilson (en)
- Than Wyenn (en)